# Mehlem
Mehlem este un cartier al orașului federal Bonn în districtul Bad Godesberg , cu aproximativ 9.000 de locuitori.

## Geografie
Mehlem se situează în partea sudică a orașului. Panta dealului Rodderberg și a îngustării bazinului Rinului caracterizează acest cartier. În cartier coincid extremitatea sudică a depresiunii Rinului de Jos și a Munților Șistoși ai Rinului Mediu prin îngustarea bazinului din dreptul cartierului Bad Godesberg. Autostrada 9 și calea ferată din stânga cursului Rinului taie cartierul în partea de sus și cea de jos (dinspre Rin). Pârâul Mehlem traversează cartierul parțial prin canale și se varsă apoi în Rin pe teritoriul orașului. În sud, cartierul este învecinat cu Rolandswerth, cartier al orașului Remagen. O parte din Insula Nonnenwerth aparține și orașului Bonn.